# Gran Premio motociclistico della Comunità Valenciana 2000
Il Gran Premio motociclistico della Comunità Valenciana 2000 corso il 17 settembre, è stato il tredicesimo Gran Premio della stagione 2000 e ha visto vincere la Yamaha di Garry McCoy nella classe 500, Shin'ya Nakano nella classe 250 e Roberto Locatelli nella classe 125.

## Classe 500

### Arrivati al traguardo
| Pos | Nº | Pilota                   | Squadra                    | Motocicletta | Giri | Tempo     | Griglia | Punti |
| --- | -- | ------------------------ | -------------------------- | ------------ | ---- | --------- | ------- | ----- |
| 1   | 24 | Garry McCoy              | Red Bull Yamaha WCM        | Yamaha       | 30   | 48:27.799 | 4       | 25    |
| 2   | 2  | Kenny Roberts Jr         | Telefonica Movistar Suzuki | Suzuki       | 30   | +5.005    | 1       | 20    |
| 3   | 4  | Max Biaggi               | Marlboro Yamaha            | Yamaha       | 30   | +5.978    | 2       | 16    |
| 4   | 9  | Nobuatsu Aoki            | Telefonica Movistar Suzuki | Suzuki       | 30   | +8.675    | 12      | 13    |
| 5   | 10 | Alex Barros              | Emerson Honda Pons         | Honda        | 30   | +14.247   | 7       | 11    |
| 6   | 55 | Régis Laconi             | Red Bull Yamaha WCM        | Yamaha       | 30   | +16.111   | 10      | 10    |
| 7   | 7  | Carlos Checa             | Marlboro Yamaha            | Yamaha       | 30   | +19.967   | 6       | 9     |
| 8   | 5  | Sete Gibernau            | Repsol YPF Honda           | Honda        | 30   | +21.094   | 9       | 8     |
| 9   | 8  | Tadayuki Okada           | Repsol YPF Honda           | Honda        | 30   | +21.346   | 14      | 7     |
| 10  | 17 | Jurgen van den Goorbergh | Rizla Honda                | TSR-Honda    | 30   | +37.506   | 8       | 6     |
| 11  | 11 | David De Gea             | Proton TEAM KR             | Modenas KR3  | 30   | +37.682   | 15      | 5     |
| 12  | 25 | José Luis Cardoso        | Maxon Dee Cee Jeans        | Honda        | 30   | +59.465   | 18      | 4     |
| 13  | 33 | David Tomás              | Queroseno Racing           | Honda        | 29   | +1 giro   | 19      | 3     |
| 14  | 15 | Yoshiteru Konishi        | FCC TSR                    | TSR-Honda    | 29   | +1 giro   | 20      | 2     |
| 15  | 20 | Phil Giles               | Sabre Sport                | Honda        | 29   | +1 giro   | 22      | 1     |

### Ritirati
| Nº | Pilota              | Squadra                 | Motocicletta | Giri | Griglia |
| -- | ------------------- | ----------------------- | ------------ | ---- | ------- |
| 46 | Valentino Rossi     | Nastro Azzurro Honda    | Honda        | 26   | 4       |
| 43 | Paolo Tessari       | Team Paton              | Paton        | 15   | 23      |
| 1  | Àlex Crivillé       | Repsol YPF Honda        | Honda        | 12   | 11      |
| 65 | Loris Capirossi     | Emerson Honda Pons      | Honda        | 10   | 3       |
| 99 | Jeremy McWilliams   | Blu Aprilia             | Aprilia      | 6    | 13      |
| 6  | Norick Abe          | Antena 3 Yamaha-d'Antin | Yamaha       | 3    | 16      |
| 18 | Sébastien Le Grelle | Tecmas Honda Elf        | Honda        | 3    | 21      |
| 31 | Tetsuya Harada      | Blu Aprilia             | Aprilia      | 1    | 17      |

## Classe 250

### Arrivati al traguardo
| Pos | Nº | Pilota             | Squadra                    | Motocicletta | Giri | Tempo     | Griglia | Punti |
| --- | -- | ------------------ | -------------------------- | ------------ | ---- | --------- | ------- | ----- |
| 1   | 56 | Shin'ya Nakano     | Chesterfield Yamaha Tech 3 | Yamaha       | 27   | 43:49.140 | 2       | 25    |
| 2   | 19 | Olivier Jacque     | Chesterfield Yamaha Tech 3 | Yamaha       | 27   | +4.285    | 1       | 20    |
| 3   | 35 | Marco Melandri     | Blu Aprilia                | Aprilia      | 27   | +14.848   | 3       | 16    |
| 4   | 4  | Tōru Ukawa         | Shell Advance Honda        | Honda        | 27   | +14.897   | 4       | 13    |
| 5   | 74 | Daijirō Katō       | Axo Honda Gresini          | Honda        | 27   | +20.208   | 13      | 11    |
| 6   | 21 | Franco Battaini    | Eurobet team Battaini      | Aprilia      | 27   | +36.491   | 5       | 10    |
| 7   | 14 | Anthony West       | Shell Advance Honda        | Honda        | 27   | +39.810   | 14      | 9     |
| 8   | 9  | Sebastián Porto    | Edo Racing                 | Yamaha       | 27   | +39.887   | 12      | 8     |
| 9   | 24 | Jason Vincent      | Padgetts M/C Sales         | Aprilia      | 27   | +40.271   | 19      | 7     |
| 10  | 42 | David Checa        | Team Fomma                 | TSR-Honda    | 27   | +40.273   | 8       | 6     |
| 11  | 30 | Alex Debón         | CC Valencia Airtel Aspar   | Aprilia      | 27   | +53.509   | 7       | 5     |
| 12  | 37 | Luca Boscoscuro    | Diesel Vasco Rossi Racing  | Aprilia      | 27   | +56.619   | 9       | 4     |
| 13  | 6  | Ralf Waldmann      | Aprilia Germany            | Aprilia      | 27   | +56.709   | 6       | 3     |
| 14  | 18 | Shahrol Yuzy       | Petronas Sprinta Team TVK  | Yamaha       | 27   | +1:01.788 | 11      | 2     |
| 15  | 8  | Naoki Matsudo      | Petronas Sprinta Team TVK  | Yamaha       | 27   | +1:04.067 | 18      | 1     |
| 16  | 25 | Vincent Philippe   | Axo Honda Gresini          | TSR-Honda    | 27   | +1:17.605 | 20      |       |
| 17  | 10 | Fonsi Nieto        | Antena 3 Yamaha-d'Antin    | Yamaha       | 27   | +1:18.349 | 10      |       |
| 18  | 66 | Alex Hofmann       | Racing Factory             | Aprilia      | 27   | +1:20.839 | 24      |       |
| 19  | 77 | Jamie Robinson     | QUB Team Optimum           | Aprilia      | 27   | +1:22.270 | 17      |       |
| 20  | 23 | Julien Allemand    | Yamaha Kurz Aral           | Yamaha       | 27   | +1:28.758 | 22      |       |
| 21  | 11 | Ivan Clementi      | Campetella Racing          | Aprilia      | 27   | +1:30.004 | 23      |       |
| 22  | 31 | Lucas Oliver Bultó | Antena 3 Yamaha-d'Antin    | Yamaha       | 27   | +1:34.529 | 28      |       |
| 23  | 15 | Adrian Coates      | QUB Team Optimum           | Aprilia      | 26   | +1 giro   | 21      |       |
| 24  | 41 | Jarno Janssen      | Rizla Honda                | TSR-Honda    | 26   | +1 giro   | 25      |       |

### Ritirati
| Nº | Pilota            | Squadra                   | Motocicletta | Giri | Griglia |
| -- | ----------------- | ------------------------- | ------------ | ---- | ------- |
| 26 | Klaus Nöhles      | Aprilia Germany           | Aprilia      | 20   | 15      |
| 39 | Ismael Bonilla    | BRT-Ismael Bonilla        | Honda        | 19   | 29      |
| 38 | Álvaro Molina     | Echo Racing               | TSR-Honda    | 14   | 30      |
| 16 | Johan Stigefelt   | Dee Cee Jeans Racing      | TSR-Honda    | 9    | 26      |
| 22 | Sébastien Gimbert | Tino Villa Racing         | TSR-Honda    | 2    | 27      |
| 20 | Jerónimo Vidal    | PR2 - Circuito de Almería | Aprilia      | 0    | 16      |

## Classe 125

### Arrivati al traguardo
| Pos | Nº | Pilota             | Squadra                     | Motocicletta | Giri | Tempo     | Griglia | Punti |
| --- | -- | ------------------ | --------------------------- | ------------ | ---- | --------- | ------- | ----- |
| 1   | 4  | Roberto Locatelli  | Diesel Vasco Rossi Racing   | Aprilia      | 25   | 42:27.505 | 1       | 25    |
| 2   | 3  | Masao Azuma        | Benetton Playlife           | Honda        | 25   | +0.433    | 6       | 20    |
| 3   | 41 | Yōichi Ui          | Derbi Racing                | Derbi        | 25   | +7.925    | 2       | 16    |
| 4   | 22 | Pablo Nieto        | Derbi Racing                | Derbi        | 25   | +7.941    | 4       | 13    |
| 5   | 1  | Emilio Alzamora    | Telefonica Movistar Team    | Honda        | 25   | +15.086   | 3       | 11    |
| 6   | 16 | Simone Sanna       | Diesel Vasco Rossi Racing   | Aprilia      | 25   | +20.463   | 17      | 10    |
| 7   | 8  | Gianluigi Scalvini | Bossini Fontana Racing      | Aprilia      | 25   | +20.625   | 19      | 9     |
| 8   | 9  | Lucio Cecchinello  | Givi Honda LCR              | Honda        | 25   | +21.015   | 8       | 8     |
| 9   | 23 | Gino Borsoi        | LAE - UGT 3000              | Aprilia      | 25   | +21.456   | 11      | 7     |
| 10  | 21 | Arnaud Vincent     | CC Valencia Airtel Aspar    | Aprilia      | 25   | +21.688   | 10      | 6     |
| 11  | 5  | Noboru Ueda        | Givi Honda LCR              | Honda        | 25   | +21.848   | 9       | 5     |
| 12  | 15 | Alex De Angelis    | Chupa Chups Matteoni Racing | Honda        | 25   | +25.453   | 5       | 4     |
| 13  | 32 | Mirko Giansanti    | Benetton Playlife           | Honda        | 25   | +27.102   | 12      | 3     |
| 14  | 54 | Manuel Poggiali    | Derbi Racing                | Derbi        | 25   | +32.153   | 18      | 2     |
| 15  | 18 | Toni Elías         | Chupa Chups Matteoni Racing | Honda        | 25   | +36.034   | 15      | 1     |
| 16  | 17 | Steve Jenkner      | Pev Massivhaus ADAC Sac     | Honda        | 25   | +44.666   | 20      |       |
| 17  | 29 | Ángel Nieto Jr     | Telefonica Movistar Team    | Honda        | 25   | +47.817   | 7       |       |
| 18  | 12 | Randy de Puniet    | Scrab Competition           | Aprilia      | 25   | +47.862   | 13      |       |
| 19  | 44 | Héctor Faubel      | CC Valencia Airtel Aspar    | Aprilia      | 25   | +1:10.477 | 26      |       |
| 20  | 51 | Marco Petrini      | Semprucci Biesse Aprilia    | Aprilia      | 25   | +1:12.524 | 24      |       |
| 21  | 39 | Jaroslav Huleš     | Italjet Racing              | Italjet      | 25   | +1:12.684 | 23      |       |
| 22  | 24 | Leon Haslam        | Italjet Racing              | Italjet      | 25   | +1:17.512 | 25      |       |
| 23  | 35 | Reinhard Stolz     | R.S. ADAC - Esch Racing     | Honda        | 25   | +1:26.832 | 28      |       |
| 24  | 43 | David Micó         | Promoto Sport               | Aprilia      | 25   | +1:27.526 | 21      |       |
| 25  | 53 | William De Angelis | Semprucci Biesse Aprilia    | Aprilia      | 25   | +1:30.158 | 29      |       |
| 26  | 11 | Max Sabbatani      | Racing Service              | Honda        | 24   | +1 giro   | 16      |       |

### Ritirati
| Nº | Pilota          | Squadra          | Motocicletta | Giri | Griglia |
| -- | --------------- | ---------------- | ------------ | ---- | ------- |
| 47 | Ángel Rodríguez | Analco-3C Racing | Aprilia      | 21   | 27      |
| 34 | Eric Bataille   | Queroseno Racing | Honda        | 13   | 22      |
| 26 | Ivan Goi        | Team Fomma       | Honda        | 13   | 14      |
| 10 | Adrián Araujo   | Antinucci Racing | Honda        | 0    | 30      |